# Sport en Iran
Le sport en Iran est populaire. Les sports sont à la fois traditionnels et modernes. Téhéran, par exemple, est la première ville au Moyen-Orient à accueillir les Jeux asiatiques en 1974, et elle continue à accueillir et à participer aux principaux évènement sportifs planétaires. 
Certains sports, comme le patinage artistique ou la danse sportive, sont en contradiction avec la loi de la charia islamique, telle qu'elle est alors interprétée, et ne sont pas alors pratiqués par les sportifs iraniens.

## Histoire

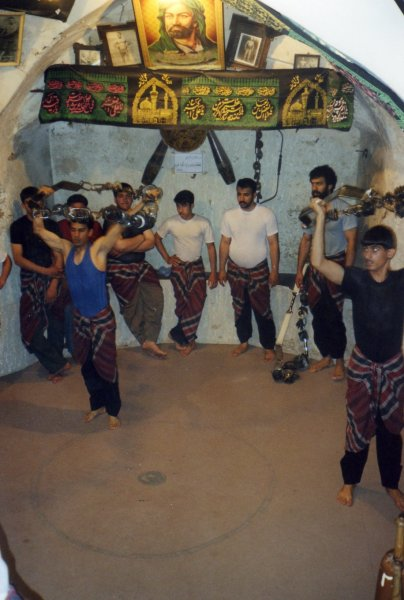
Pahlevans s’entraînant à l’exercice dit Kabbadeh zadan dans une zurkhaneh de Shiraz

Le sport traditionnel iranien est le Varzesh-e Pahlavani (« sport des héros »), un art martial remontant à l’époque parthe ou sassanide. Ce sport consiste en une série de techniques de culturisme accompagnées de lutte. De plus, ce sport accorde une grande importance à l’esprit chevaleresque, à la courtoisie et à la bravoure. Le Varzesh-e Pahlavani est normalement pratiqué dans une Zurkhaneh où différents accessoires sont utilisés pour l’entraînement (par ex. Mīl, Kabbadeh, Sang et Takhteh Shena). Les pratiquants de ce sport sont appelés des Pahlavan (littéralement "athlète").
L’Iran gagne sa première médaille olympique avec la médaille d’argent en lutte obtenue à Helsinki en 1952 par Gholamreza Takhti. Il gagne par la suite une médaille d’or à Melbourne en 1956 puis l’argent de nouveau à Rome. Le pays se distingue régulièrement dans des compétitions internationales en lutte et en haltérophilie. Hossein Reza Zadeh est actuellement (2006) détenteur du record du monde d’haltérophilie dans la catégorie de plus de 105 kg, il est le premier iranien à avoir remporté deux médailles d’or olympiques. Nassim Hassanpour a représenté l’Iran en tir au pistolet à 10 m aux Jeux olympiques de Sydney en 2004. Elle était la plus jeune et la seule représentante féminine de la délégation iranienne. 
L’équipe de football a participé à deux phases finales de Coupe du monde et s’est récemment qualifié pour sa troisième, en 2006. Des joueurs comme Ali Daei, Vahid Hashemian, Ali Karimi, Andranik Teymourian et Javad Nekounam jouent ou ont joué à l’étranger dans des clubs de première division européens tels que le Bayern de Munich, VfL Bochum, Hambourg SV, Osasuna Pampelune ou au Bolton Wanderers FC.
Le ski est également un sport très prisé des classes aisées iraniennes, pratiqué dans nombre de stations de sports d’hiver comme Dizin, situé à proximité de Téhéran, ou Sepidan, dans le Fars.
En 2002, les sports les plus pratiqués sont le football, le culturisme, le volley-ball, les arts martiaux, la natation, les sports de montagne (alpinisme, ski, randonnée pédestre) et la lutte. Le tennis, le golf, le basket-ball, la gymnastique et le Varzesh-e Pahlavani sont pratiqués dans des proportions moindres.
Depuis la révolution islamique de 1979, les femmes n'ont pas accès aux stades lors des compétitions sportive. En 2018, certaines sont autorisées à assister à la finale de la Ligue des champions de l'AFC entre le Persepolis football club de Teheran et les Japonais du Antlers de Kashima à l'Azadi Stadium de Téhéran. En 2019, la journaliste Forough Alaei remporte le World Press Photo pour son reportage sur les femmes, fans de football contraintes de se travestir en hommes pour assister aux matchs.

## Sportifs
- Iman Jamali (handball)

## Symboles du sport iranien
-Ghomamreza Takhti
- Rasul Sadem
-